# Кирундо
Кирундо (рунди Kirundo) — город на севере Бурунди, административный центр одноимённой провинции.

## Географическое положение
Город находится в центральной части провинции, к югу от озера Рвахинда, на высоте 1526 метров над уровнем моря. Кирундо расположен на расстоянии приблизительно 112 километров к северо-востоку от Бужумбуры, крупнейшего города страны.

## Население
По данным переписи 1991 года численность населения Кирундо составляла 5181 человека.
Динамика численности населения города по годам:
| 1991 | 2008   |
| ---- | ------ |
| 5181 | 10 024 |

## Транспорт
Ближайший аэропорт расположен в руандийском городе Немба.